# Presidenti del Consiglio degli Stati
Il presidente del Consiglio degli Stati (in tedesco: Ständeratspräsident; in francese: président du Conseil des États, in romancio: president dal Cussegl dals Stadis o president dal Cussegl dals Chantuns) presiede il Consiglio degli Stati in Svizzera. Nel cerimoniale ufficiale, è enumerato dopo i membri del Consiglio federale e dopo il presidente del Consiglio nazionale.
È eletto dal Consiglio degli Stati per il termine di un anno, con possibilità di rielezione (al contrario del Consiglio nazionale in cui il presidente può essere eletto per un solo mandato).
Il Presidente è assistito da un Primo Vicepresidente e da un Secondo Vicepresidente, che si alternano a presiedere le sedute in caso di sua assenza momentanea.
Fonte: Parlament.ch

## Elenco dei presidenti del Consiglio degli Stati
| Periodo                                 | Nome                     | Cantone            |
| --------------------------------------- | ------------------------ | ------------------ |
| 1848                                    | Jonas Furrer             | Zurigo             |
| 1848-1850 1852-1853 1856-1857 1859-1860 | François Briatte         | Vaud               |
| 1850-1851 1865-1866                     | Johann Jakob Rüttimann   | Zurigo             |
| 1851                                    | Paul Migy                | Berna              |
| 1851-1852 1854-1855 1872 1881           | Karl Kappeler            | Turgovia           |
| 1853-1854 1860-1861 1867-1868           | Johann Jakob Blumer      | Glarona            |
| 1854                                    | James Fazy               | Ginevra            |
| 1855                                    | Constant Fornerod        | Vaud               |
| 1855-1856                               | Samuel Schwarz           | Argovia            |
| 1856                                    | Aimé Humbert             | Neuchâtel          |
| 1856                                    | Jakob Dubs               | Zurigo             |
| 1857                                    | Johann Baptist Weder     | San Gallo          |
| 1857-1858                               | August Staehelin-Brunner | Basilea Città      |
| 1858-1859                               | Niklaus Niggeler         | Berna              |
| 1860 1866                               | Emil Welti               | Argovia            |
| 1861-1862                               | Nicolaus Hermann         | Obvaldo            |
| 1862-1863 1882-1883                     | Wilhelm Vigier           | Soletta            |
| 1863                                    | Eduard Häberlin          | Turgovia           |
| 1863-1864                               | Karl Schenk              | Berna              |
| 1864-1865 1872-1873                     | Jules Roguin             | Vaud               |
| 1866-1867 1880-1881                     | Christian Sahli          | Berna              |
| 1868-1869                               | Arnold Otto Aepli        | San Gallo          |
| 1869                                    | Eugène Borel             | Neuchâtel          |
| 1869-1870                               | Weber Johann             | Berna              |
| 1870-1871                               | Stocker Abraham          | Lucerna            |
| 1873-1874                               | Alois Kopp               | Lucerna            |
| 1874-1875                               | Alphons Köchlin          | Basilea Città      |
| 1875                                    | Gottlieb Ringier         | Argovia            |
| 1875-1876                               | Numa Droz                | Neuchâtel          |
| 1876                                    | Johann Jakob Sulzer      | Zurigo             |
| 1876-1877                               | Paul Nagel               | Turgovia           |
| 1877-1878 1889-1890                     | Karl J. Hoffmann         | San Gallo          |
| 1878                                    | Antoine Vessaz           | Vaud               |
| 1878-1879                               | Florian Gengel           | Grigioni           |
| 1879-1880                               | Karl Rudolf Stehlin      | Basilea Città      |
| 1881-1882                               | Auguste Cornaz           | Neuchâtel          |
| 1883-1884                               | Walter Hauser            | Zurigo             |
| 1884                                    | Martin Birmann           | Basilea Campagna   |
| 1884-1885                               | Theodor Wirz             | Obvaldo            |
| 1885-1886                               | Esajas Zweifel           | Glarona            |
| 1886-1887                               | Alphonse Bory            | Vaud               |
| 1887                                    | Alphonse Bory            | Turgovia           |
| 1887                                    | Adam Herzog-Weber        | Lucerna            |
| 1887-1888                               | Alexandre Gavard         | Ginevra            |
| 1888-1889                               | Gustav Schoch            | San Gallo          |
| 1890                                    | Gustav Muheim            | Uri                |
| 1890-1891                               | Armin Kellersberger      | Argovia            |
| 1891-1892                               | Fritz Göttisheim         | Basilea Città      |
| 1892-1893                               | Henri Schaller           | Friburgo           |
| 1893                                    | Friedrich Eggli          | Berna              |
| 1893-1894                               | Oskar Munzinger          | Soletta            |
| 1894-1895                               | Henri de Torrenté        | Vallese            |
| 1895-1896                               | Adolphe Jordan-Martin    | Vaud               |
| 1896                                    | Johann Jakob Hohl        | Argovia            |
| 1896-1897                               | Othmar Blumer            | Zurigo             |
| 1897-1898                               | Luzius Raschein          | Grigioni           |
| 1898-1899                               | Josef Hildebrand         | Zugo               |
| 1899                                    | Rinaldo Simen            | Ticino             |
| 1899-1900                               | Arnold Robert            | Neuchâtel          |
| 1900-1901                               | Georg Leumann            | Turgovia           |
| 1901-1902                               | Karl Reichlin            | Svitto             |
| 1902                                    | Casimir von Arx          | Soletta            |
| 1902-1903                               | Arthur Hoffmann          | San Gallo          |
| 1903-1904                               | Adrien Lachenal          | Ginevra            |
| 1904-1905                               | Emil Isler               | Argovia            |
| 1905-1906                               | Albert Ammann            | Sciaffusa          |
| 1906-1907                               | Adalbert Wirz            | Obvaldo            |
| 1907-1908                               | Paul Scherrer            | Basilea Città      |
| 1908-1909                               | Adrien Thélin            | Vaud               |
| 1909-1910                               | Paul Usteri              | Zurigo             |
| 1910-1911                               | Josef Winiger            | Lucerna            |
| 1911-1912                               | Felix L. Calonder        | Grigioni           |
| 1912-1913                               | Gottfried Kunz           | Berna              |
| 1913-1914                               | Marc-Eugène Richard      | Ginevra            |
| 1914-1915                               | Johannes Geel            | San Gallo          |
| 1915-1916                               | Georges Python           | Friburgo           |
| 1916-1917                               | Philipp Mercier          | Glarona            |
| 1917-1918                               | Beat Heinrich Bolli      | Sciaffusa          |
| 1918-1919                               | Friedrich Brügger        | Grigioni           |
| 1919-1920                               | Auguste Pettavel         | Neuchâtel          |
| 1920-1921                               | Johannes Baumann         | Argovia            |
| 1921-1922                               | Josef Räber              | Svitto             |
| 1922-1923                               | Albert Böhi              | Turgovia           |
| 1923-1924                               | Henri Simon              | Vaud               |
| 1924-1925                               | Josef Andermatt          | Zugo               |
| 1925-1926                               | Gottfried Keller         | Argovia            |
| 1926-1927                               | Robert Schöpfer          | Soletta            |
| 1927-1928                               | Emile Savoy              | Friburgo           |
| 1928-1929                               | Oscar Wettstein          | Zurigo             |
| 1929-1930                               | Anton Messmer            | San Gallo          |
| 1930-1931                               | Paul Charmillot          | Berna              |
| 1931-1932                               | Jakob Sigrist            | Lucerna            |
| 1932-1933                               | Andreas Laely            | Grigioni           |
| 1933-1934                               | Antonio Riva             | Ticino             |
| 1934-1935                               | Ernest Béguin            | Neuchâtel          |
| 1935-1936                               | Walter Amstalden         | Obvaldo            |
| 1936-1937                               | Edwin Hauser             | Glarona            |
| 1937-1938                               | Bernard Weck             | Friburgo           |
| 1938-1939                               | Ernst Löpfe              | San Gallo          |
| 1939-1940                               | Albert Zust              | Lucerna            |
| 1940-1941                               | Albert Malche            | Ginevra            |
| 1941-1942                               | Hans Fricker             | Argovia            |
| 1942-1943                               | Norbert Bosset           | Vaud               |
| 1943-1944                               | Adolf Suter              | Svitto             |
| 1944-1945                               | Paul Altwegg             | Turgovia           |
| 1945-1946                               | Joseph Piller            | Friburgo           |
| 1946-1947                               | Walter Ackermann         | Argovia            |
| 1947-1948                               | Alphons Iten             | Zugo               |
| 1948-1949                               | Gustav Wenk              | Basilea Città      |
| 1949-1950                               | Paul Haefelin            | Soletta            |
| 1950-1951                               | Gotthard Egli            | Lucerna            |
| 1951-1952                               | Bixio Bossi              | Ticino             |
| 1952-1953                               | Johann Schmuki           | San Gallo          |
| 1953-1954                               | Jean-Louis Barrelet      | Neuchâtel          |
| 1954-1955                               | Armin Locher             | Appenzello Interno |
| 1955-1956                               | Jakob Rudolf Weber       | Berna              |
| 1956-1957                               | Kurt Schoch              | Sciaffusa          |
| 1957-1958                               | Fritz Stähli             | Svitto             |
| 1958-1959                               | Augustin Lusser          | Zugo               |
| 1959-1960                               | Gabriel Despland         | Vaud               |
| 1960-1961                               | Antonio Antognini        | Ticino             |
| 1961-1962                               | Ernst Vaterlaus          | Zurigo             |
| 1962-1963                               | Frédéric Fauquex         | Vaud               |
| 1963-1964                               | Ludwig Danioth           | Uri                |
| 1964-1965                               | Jakob Müller             | Turgovia           |
| 1965-1966                               | Dominik Auf der Maur     | Svitto             |
| 1966-1967                               | Willi Rohner             | San Gallo          |
| 1967-1968                               | Emil Wipfli              | Uri                |
| 1968-1969                               | Christian Clavadetscher  | Lucerna            |
| 1969-1970                               | Paul Torche              | Friburgo           |
| 1970-1971                               | Arno Theus               | Grigioni           |
| 1971-1972                               | Ferruccio Bolla          | Ticino             |
| 1972-1973                               | Marius Lampert           | Vallese            |
| 1973-1974                               | Kurt Bächtold            | Sciaffusa          |
| 1974-1975                               | Heinrich Oechslin        | Svitto             |
| 1975-1976                               | Willi Wenk               | Basilea Città      |
| 1976-1977                               | Hans Munz                | Turgovia           |
| 1977-1978                               | Robert Reimann           | Argovia            |
| 1978-1979                               | Ulrich Luder             | Soletta            |
| 1979-1980                               | Josef Hulrich            | Svitto             |
| 1980-1981                               | Peter Hefti              | Glarona            |
| 1981-1982                               | Jost Diller              | Obvaldo            |
| 1982                                    | Pierre Dreyer            | Friburgo           |
| 1982-1983                               | Walter Weber             | Soletta            |
| 1983-1984                               | Edouard Debétaz          | Vaud               |
| 1984-1985                               | Markus Kündig            | Zugo               |
| 1985-1986                               | Peter Gerber             | Berna              |
| 1986-1987                               | Alois Dobler             | Svitto             |
| 1987-1988                               | Franco Masoni            | Ticino             |
| 1988-1989                               | Hubert Reymond           | Vaud               |
| 1989-1990                               | Luregn Mathias Cavelty   | Grigioni           |
| 1990-1991                               | Max Affolter             | Soletta            |
| 1991                                    | Arthur Hänsenberger      | Berna              |
| 1991-1992                               | Josi Meier               | Lucerna            |
| 1992-1993                               | Otto Piller              | Friburgo           |
| 1993-1994                               | Riccardo Jagmetti        | Zurigo             |
| 1994-1995                               | Niklaus Küchler          | Obvaldo            |
| 1995-1996                               | Otto Schoch              | Appenzello Esterno |
| 1996-1997                               | Edouard Delalay          | Vallese            |
| 1997-1998                               | Urlich Zimerli           | Berna              |
| 1998-1999                               | René Rhinow              | Basilea Campagna   |
| 1999-2000                               | Schmid Carlo             | Appenzello Interno |
| 2000-2001                               | François Saudan          | Ginevra            |
| 2001-2002                               | Anton Cottier            | Friburgo           |
| 2002-2003                               | Gian-Reto Plattner       | Basilea Città      |
| 2003-2004                               | Fritz Schiesser          | Glarona            |
| 2004-2005                               | Bruno Frick              | Svitto             |
| 2005-2006                               | Rolf Büttiker            | Soletta            |
| 2006-2007                               | Peter Bieri              | Zugo               |
| 2007-2008                               | Christoffel Brändli      | Grigioni           |
| 2008-2009                               | Alain Berset             | Friburgo           |
| 2009-2010                               | Erika Forster-Vannini    | San Gallo          |
| 2010-2011                               | Hansheiri Inderkum       | Uri                |
| 2011-2012                               | Hans Altherr             | Argovia            |
| 2012-2013                               | Filippo Lombardi         | Ticino             |
| 2013-2014                               | Hannes Germann           | Sciaffusa          |
| 2014-2015                               | Claude Hêche             | Giura              |
| 2015-2016                               | Raphaël Comte            | Neuchâtel          |
| 2016-2017                               | Ivo Bischofberger        | Appenzello Interno |
| 2017-2018                               | Karin Keller-Sutter      | San Gallo          |
| 2018-2019                               | Jean-René Fournier       | Vallese            |
| 2019-2020                               | Hans Stöckli             | Berna              |
| 2020-2021                               | Alex Kuprecht            | Svitto             |
| 2021-2022                               | Thomas Hefti             | Glarona            |
| 2022-2023                               | Brigitte Häberli-Koller  | Turgovia           |
| 2023-2024                               | Eva Herzog               | Basilea Città      |

Fonte: Parliament.ch

## Statistiche

### Presidenti del Consiglio degli Stati secondo il Cantone di origine
| Presidenti | Cantone                         |
| ---------- | ------------------------------- |
| 17         | Vaud                            |
| 15         | Berna                           |
| 13         | Turgovia                        |
| 12         | San Gallo                       |
| 11         | Friburgo Zurigo                 |
| 10         | Argovia Svitto Soletta          |
| 9          | Lucerna Neuchâtel Basilea Città |
| 8          | Glarona Grigioni                |
| 7          | Ticino                          |
| 6          | Ginevra Obvaldo Sciaffusa Zugo  |
| 5          | Appenzello Esterno              |
| 4          | Uri Vallese                     |
| 3          | Appenzello Interno              |
| 2          | Basilea Campagna                |
| 1          | Giura                           |
| 0          | Nidvaldo                        |